# Scrophularia eggersii
Scrophularia eggersii är en flenörtsväxtart som beskrevs av Ignatz Urban. Scrophularia eggersii ingår i släktet flenörter, och familjen flenörtsväxter. Inga underarter finns listade i Catalogue of Life.